# Флота
«Флота» (пол. Miejski Klub Sportowy Flota Świnoujście) — польский футбольный клуб из Свиноуйсьце, выступающий в Первой лиге.

## История
Клуб был основан 17 апреля 1957 года в Свиноуйсьце как Военный Спортивный клуб Флот. Первым председателем был Мариан Mamorski В 1968 году после окончания военно-спортивного клуба, на его базе был создан Спортивный клуб Флот, который, в свою очередь, в 1986 превратился в Городской Спортивный клуб Флот.
19 июля 2014 владелец клуба — администрация города принял решение о выводе Флота из чемпионата, И лиги, и продажи лицензий Стали Жешув. 22 июля Польский Футбольный Союз, однако, он отменил соглашение между клубами и команда остается на текущей позиции[3]. Футбольной ассоциации сослался при этом на один из законов руководства лицензирования. Финансовые проблемы Флота nawarstwiały, пока, наконец, 13 мая 2015 года команда была снята с соревнований
Снова Флот под именем Морской-Спортивный клуб Флот, зарегистрирована 20 июня 2015 года. Президентом клуба стал Лешек Закшевски. В клубе будут работать четыре футбольные команды: пожилые люди (класс А), старшие юниоры (областная лига) и две команды trampkarzy

## Достижения
- 7 место в Первой лиге: 2009, 2010
- 1/8 финала кубка Польши: 2003/04
- Победа в кубке воеводства: 1971, 1997, 2003 и 2005]

## Выступления
| Сезон   | Лига            | Место | Примечания |
| ------- | --------------- | ----- | ---------- |
| 1957    | Класса «А»      | 9     |            |
| 1958    | Класса «А»      | 8     |            |
| 1959    | Класса «А»      | 7     |            |
| 1960    | Класса «А»      | 1     | повышение  |
| 1960/61 | Окружная класса | 10    | вылет      |
| 1961/62 | Класса «А»      | 1     | повышение  |
| 1962/63 | Окружная класса | 10    | вылет      |
| 1963/64 | Класса «А»      | 1     | повышение  |
| 1964/65 | Окружная класса | 6     |            |
| 1965/66 | Окружная класса | 7     |            |
| 1966/67 | Окружная класса | 5     |            |
| 1967/68 | Окружная класса | 11    |            |
| 1968/69 | Окружная класса | 13    |            |
| 1969/70 | Окружная класса | 13    | вылет      |
| 1970/71 | Класса «А»      | 1     | повышение  |
| 1971/72 | Окружная класса | 10    |            |
| 1972/73 | Окружная класса | 5     |            |
| 1973/74 | Окружная класса | 9     |            |
| 1974/75 | Окружная класса | 5     |            |
| 1975/76 | Окружная класса | 2     | повышение  |
| 1976/77 | Третья лига     | 9     |            |
| 1977/78 | Третья лига     | 10    |            |
| 1978/79 | Третья лига     | 7     |            |
| 1979/80 | Третья лига     | 8     | вылет      |
| 1980/81 | Окружная класса | 1     | повышение  |
| 1981/82 | Третья лига     | 14    | вылет      |
| 1982/83 | Окружная класса | 1     | повышение  |
| 1983/84 | Третья лига     | 12    | вылет      |
| 1984/85 | Окружная класса | 1     | повышение  |
| 1985/86 | Третья лига     | 13    | вылет      |
| 1986/87 | Окружная класса | 1     | повышение  |
| 1987/88 | Третья лига     | 8     |            |
| 1988/89 | Третья лига     | 3     |            |
| 1989/90 | Третья лига     | 11    |            |
| 1990/91 | Третья лига     | 10    |            |
| 1991/92 | Третья лига     | 2     |            |
| 1992/93 | Третья лига     | 4     |            |
| 1993/94 | Третья лига     | 8     |            |
| 1994/95 | Третья лига     | 7     |            |
| 1995/96 | Третья лига     | 12    |            |
| 1996/97 | Третья лига     | 10    |            |
| 1997/98 | Третья лига     | 5     |            |
| 1998/99 | Третья лига     | 9     |            |
| 1999/00 | Третья лига     | 5     |            |
| 2000/01 | Третья лига     | 3     |            |
| 2001/02 | Третья лига     | 3     |            |
| 2002/03 | Третья лига     | 2     |            |
| 2003/04 | Третья лига     | 5     |            |
| 2004/05 | Третья лига     | 8     |            |
| 2005/06 | Третья лига     | 15    | вылет      |
| 2006/07 | Четвёртая лига  | 1     | повышение  |
| 2007/08 | Третья лига     | 1     | повышение  |
| 2008/09 | Первая лига     | 7     |            |
| 2009/10 | Первая лига     | 7     |            |

| Цветами обозначены    |
| --------------------- |
| Второй уровень лиг    |
| Третий уровень лиг    |
| Четвёртый уровень лиг |
| Пятый уровень лиг     |